# Buková (Dlažov)
Buková je malá vesnice, část obce Dlažov v okrese Klatovy v Plzeňském kraji. Nachází se asi 1,5 kilometru severně od Dlažova. Je zde evidováno 28 adres. V roce 2011 zde trvale žilo 43 obyvatel.
Buková leží v katastrálním území Buková u Klatov o rozloze 1,63 km².

## Historie
První písemná zmínka o vesnici pochází z roku 1379. V 16. století Bukovou koupil klatovský kupec Jiří Siber, který se stal zakladatelem vladyckého rodu Dešenských z Dešenic. Později získali obec Příchovští z Příchovic a Vlasatí z Domaslavě.

## Obyvatelstvo
| Rok            | 1869 | 1880 | 1890 | 1900 | 1910 | 1921 | 1930 | 1950 | 1961 | 1970 | 1980 | 1991 | 2001 | 2011 | 2021 |
| -------------- | ---- | ---- | ---- | ---- | ---- | ---- | ---- | ---- | ---- | ---- | ---- | ---- | ---- | ---- | ---- |
| Počet obyvatel | 155  | 142  | 139  | 137  | 136  | 144  | 134  | 86   | 94   | 76   | 66   | 51   | 56   | 43   | 43   |
| Počet domů     | 26   | 26   | 26   | 23   | 23   | 23   | 23   | 22   | 21   | 20   | 19   | 21   | 22   | 23   | 24   |

## Obecní správa
Při sčítání lidu v letech 1850–1909 Buková byla osadou obce Slavíkovice v okrese Domažlice. V letech 1910–1975 byla samostatnou obcí, se kterým patřila nejprve do okresu Domažlice, ale od roku 1960 v okrese Klatovy. Od 1. července 1975 je částí obce Dlažov v okrese Klatovy.

## Galerie

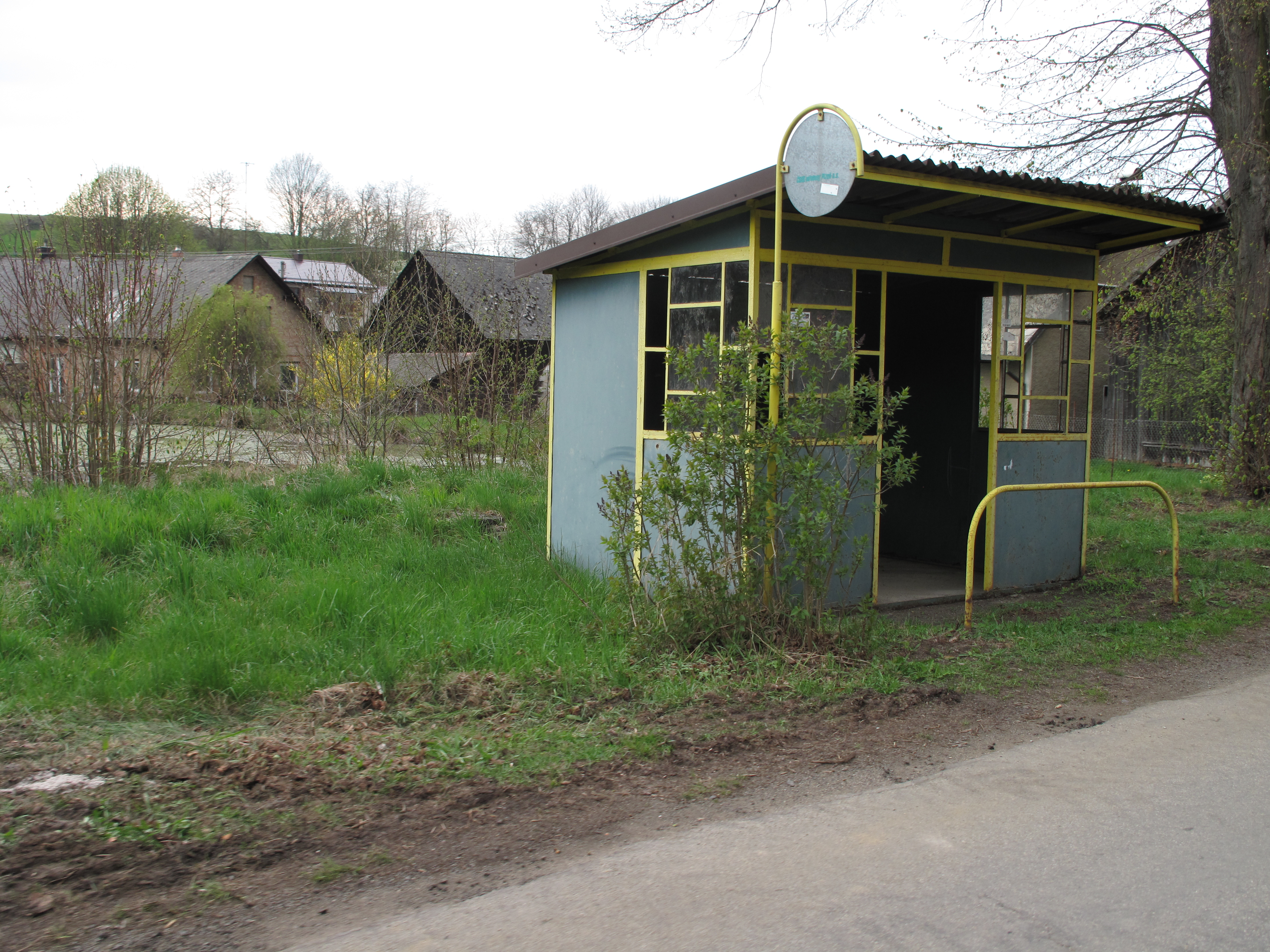
Autobusová zastávka
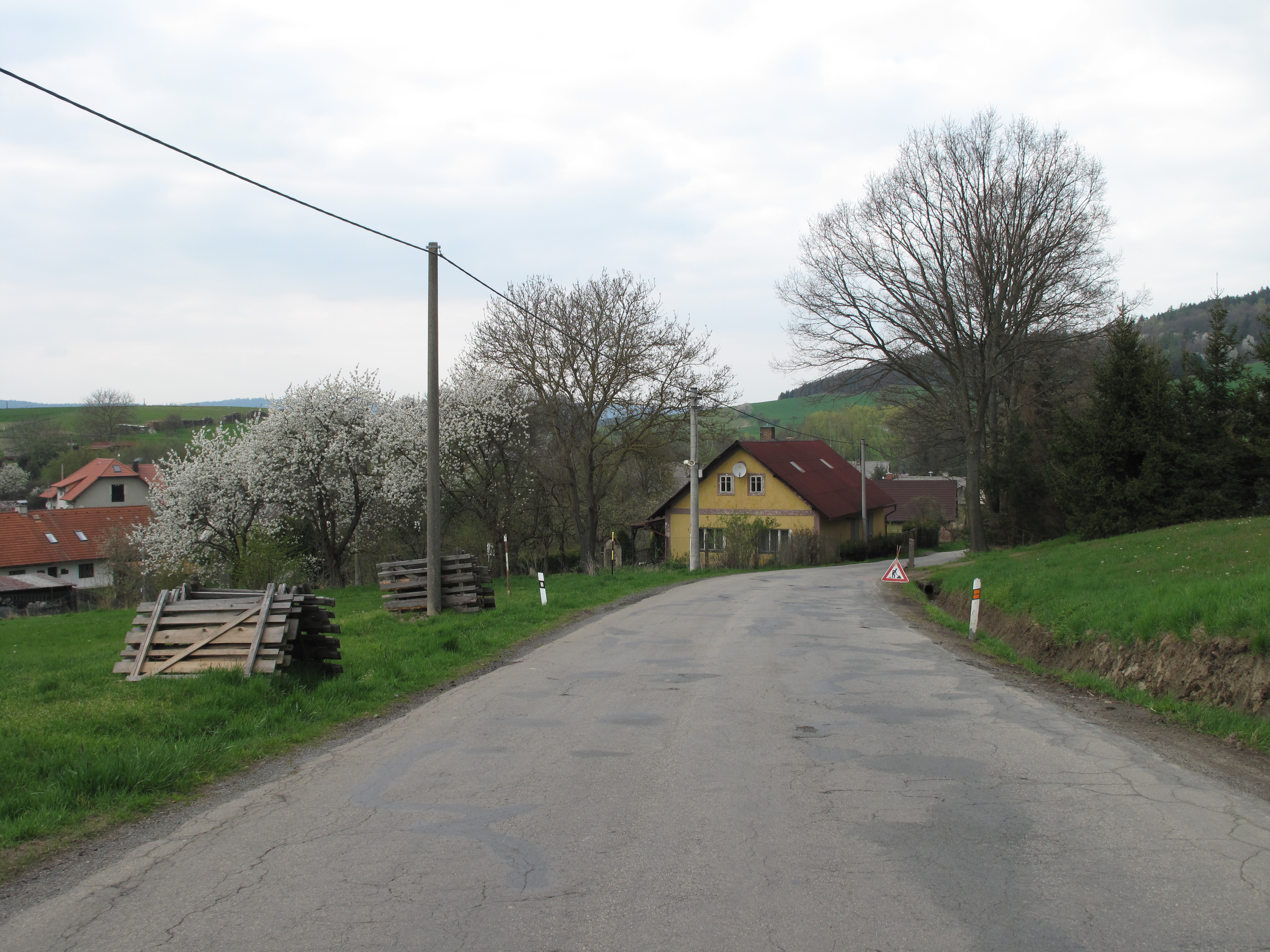
Cesta
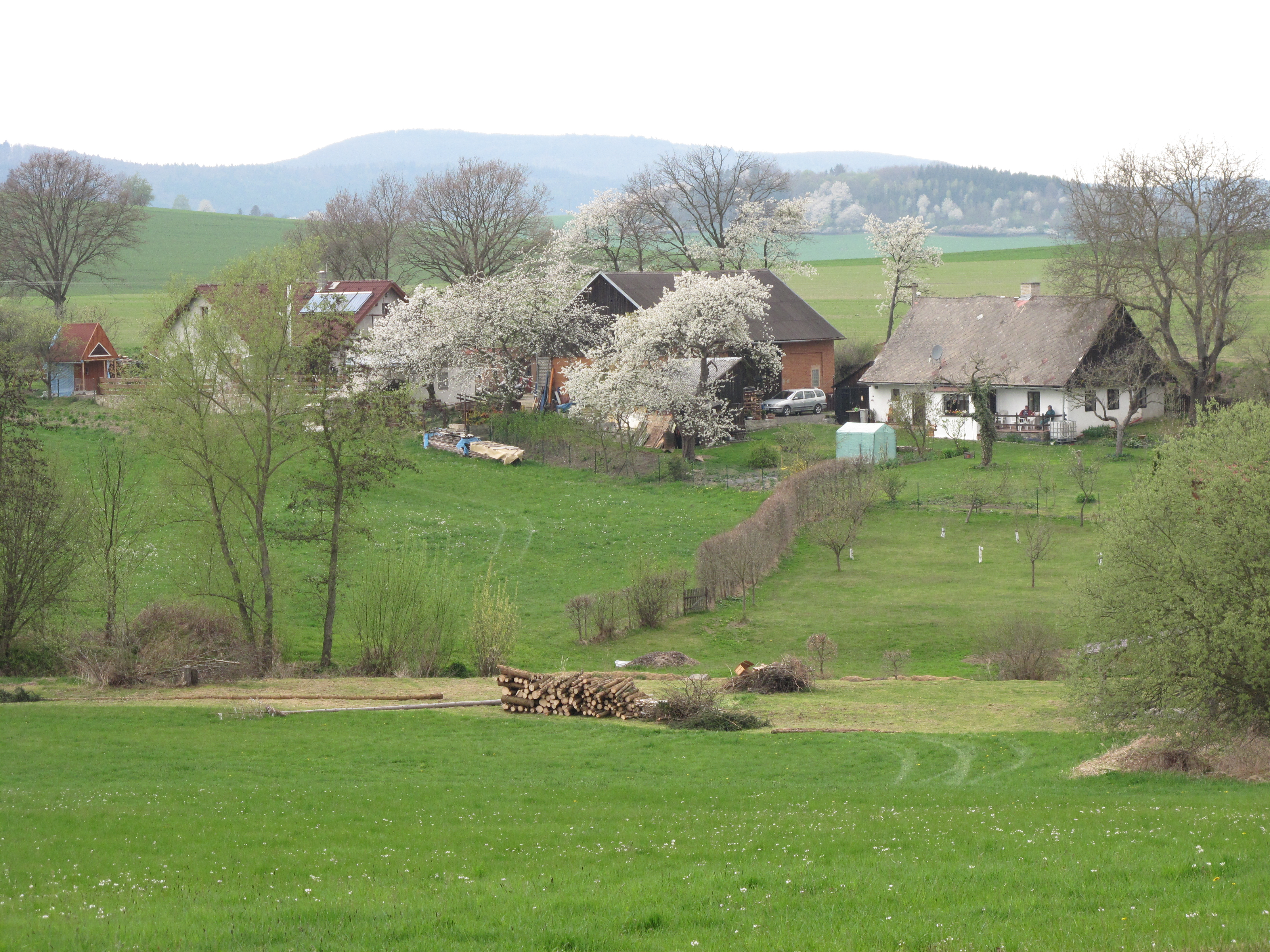
Chalupy